# Asiatosaurus
Genre
Asiatosaurus est un genre de dinosaure du Crétacé, découvert en 1922. L'espèce A. mongolensis fut décrite par Osborn en 1924 puis A. kwangshiensis par Hou, Yeh et Zhao, en 1975. Il est considéré comme un Euhelopodidae par Z. Dong, S. Zhou, and H. Zhang. 1983, et comme nomen dubium par Upchurch et al. (2004), P. M. Barrett and X.-L. Wang. 2007, J. Mo, C. Huang, S. Xie and E. Buffetaut. 2014. On a retrouvé des fossiles (des dents) d'Asiatosaurus en Mongolie (Khukhtekskaya svita,Ovorknahgai) et en Chine (Formation Napai, Guangxi Zhuangzu Zizhiqu).
- Époque: Crétacé inférieur (145,0 - 100,5 Ma)
- Taille: probablement 6 m de haut, 15 m de long, 12 tonnes
- Habitat: Mongolie, Chine
- Régime alimentaire: Herbivore

## Les différentes espèces
- Asiatosaurus mongoliensis (Osborn, 1924)[1]
- Asiatosaurus kwangshiensis (Hou et al, 1975)[2]